# Torneio Citadino de Goiânia de 1940
O Campeonato Goianiense de Futebol Amador de 1940 foi a primeira edição de uma competição entre clubes de futebol goianienses filiados à AGE (atual FGF), a segunda entidade criada em Goiás e a organizar um torneio da modalidade. Mesmo sendo organizado pela entidade máxima, o evento esportivo não é reconhecido oficialmente como um Campeonato Goiano de Futebol.
Disputado entre 21 de abril e 1 de setembro daquele ano, sua edição pioneira contou com a participação de cinco equipes: Atlético Goianiense, Campinas, ECG, Goiânia e Operário.
O campeão foi o Goiânia, sendo o primeiro campeão da história do Campeonato Goianiense. O Atlético Goianiense abandonou o campeonato antes do seu término.

## Regulamento
O Campeonato Goianiense de 1940 foi disputada por cinco clubes em dois turnos. Em cada turno, todos os times jogaram entre si uma única vez. Os jogos do segundo turno foram realizados em ordem aleatória do primeiro, com o mando de campo invertido. Não há campeões por turnos, sendo declarado campeão goiano o time que obtiver o maior número de pontos.

## Participantes
| Equipe              | Cidade  | Estádio (mando) | Participação | Títulos        |
| ------------------- | ------- | --------------- | ------------ | -------------- |
| Atlético Goianiense | Goiânia | Antonio Accioly | 1ª           | 0 (não possui) |
| Campinas            | Goiânia | Antonio Accioly | 1ª           | 0 (não possui) |
| ECG                 | Goiânia | Pedro Ludovico  | 1ª           | 0 (não possui) |
| Goiânia             | Goiânia | Pedro Ludovico  | 1ª           | 0 (não possui) |
| Operário            | Goiânia | Pedro Ludovico  | 1ª           | 0 (não possui) |

## Estádios

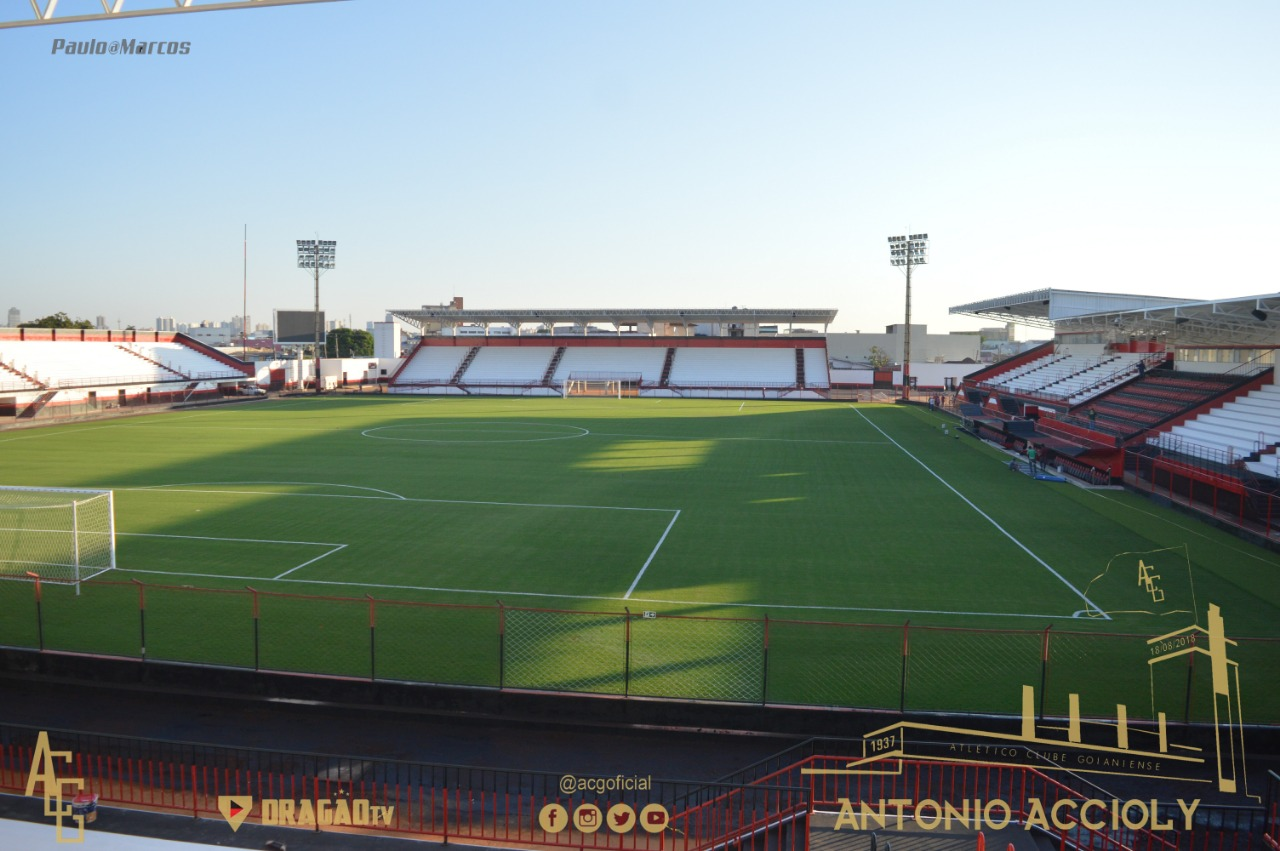
Antonio Accioly
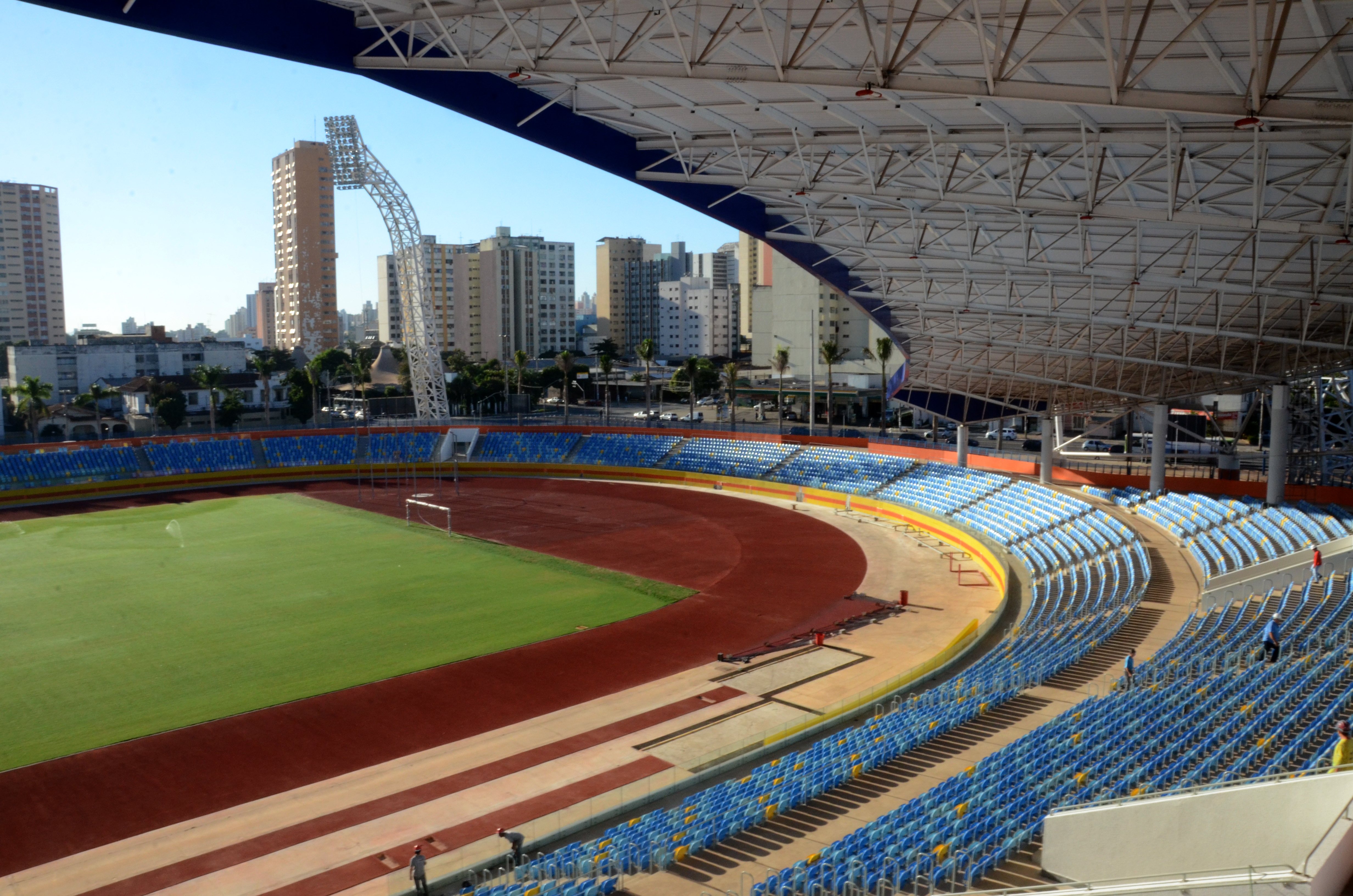
Pedro Ludovico

## Torneio Início

### Esquema
Fonte: 
|  | Quartas de final | Quartas de final | Quartas de final |  |  | Semifinais | Semifinais                | Semifinais |  |  | Finais | Finais              | Finais |
|  |                  |                  |                  |  |  |            |                           |            |  |  |        |                     |        |
|  |                  |                  |                  |  |  | 1          | Campinas                  | 0          |  |  |        |                     |        |
|  | 4                | Goiânia          | 4                |  |  |            | Goiânia                   | 7          |  |  |        |                     |        |
|  | 5                | ECG              | 0                |  |  |            |                           |            |  |  |        | Goiânia (esc)       | 0 (3)  |
|  |                  |                  |                  |  |  |            |                           |            |  |  |        | Atlético Goianiense | 0 (0)  |
|  |                  |                  |                  |  |  | 2          | Atlético Goianiense (esc) | 0 (?)      |  |  |        |                     |        |
|  |                  |                  |                  |  |  | 3          | Operário                  | 0 (?)      |  |  |        |                     |        |

### Premiação
| Torneio Início Goianiense Amador 1940 |
| ------------------------------------- |
| Goiânia Campeão (1º título)           |

## Classificação

### Confrontos
| 21 de abril de 1940 | Operário | 2 – 2  | Goiânia | Campo da Avenida Paranaíba, Goiânia |
|                     |          | Súmula |         | Árbitro: João Santana               |

| 28 de abril de 1940 | Campinas | 0 – 2  | ECG | Campo da 24 de outubro, Goiânia |
|                     |          | Súmula |     | Árbitro: Oscar Smith            |

| 5 de maio de 1940 | Goiânia                        | 4 – 1  | Atlético Goianiense | Campo da Avenida Paranaíba, Goiânia |
|                   | Lema · Afonsinho , · Pequetito | Súmula | Abílio              | Árbitro: Litinho                    |

- Jogo sem efeito na tabela pela desistência do Atlético Goianiense.

| 12 de maio de 1940 | Operário | 3 – 1  | ECG | Campo da Avenida Paranaíba, Goiânia |
|                    |          | Súmula |     | Árbitro: João Santana               |

| 19 de maio de 1940 | Atlético Goianiense                          | 7 – 0  | Campinas | Campo da 24 de outubro, Goiânia |
|                    | Antônio · Bélico · Zeno · João V-08 · Abílio | Súmula |          |                                 |

- Jogo sem efeito na tabela pela desistência do Atlético Goianiense.

| 26 de maio de 1940 | Goiânia | 6 – 1  | ECG | Campo da Avenida Paranaíba, Goiânia |
|                    |         | Súmula |     |                                     |

| 2 de junho de 1940 | Atlético Goianiense | 3 – 1  | Operário | Campo da 24 de outubro, Goiânia           |
|                    | Bélico , · Antônio  | Súmula | Mafra    | Árbitro: Pergentino de Azeredo e Parateca |

- Jogo sem efeito na tabela pela desistência do Atlético Goianiense.

| 9 de junho de 1940 | Goiânia | W.O. – 0 | Campinas | Campo da Avenida Paranaíba, Goiânia |
|                    |         | Súmula   |          |                                     |

| 16 de junho de 1940 | ECG | 3 – 4  | Atlético Goianiense | Campo da Avenida Paranaíba, Goiânia |
|                     |     | Súmula |                     |                                     |

- Jogo sem efeito na tabela pela desistência do Atlético Goianiense.

| 23 de junho de 1940 | Operário | 4 – 0  | Campinas | Campo da Avenida Paranaíba, Goiânia |
|                     |          | Súmula |          |                                     |

| 7 de julho de 1940 | Goiânia     | 8 – 1  | Operário | Campo da Avenida Paranaíba, Goiânia |
|                    | Afonsinho , | Súmula |          |                                     |

| 14 de julho de 1940 | ECG | 0 – 1  | Campinas | Goiânia |
|                     |     | Súmula |          |         |

| 21 de julho de 1940 | Atlético Goianiense | 0 – 3  | Goiânia                    | Campo da 24 de outubro, Goiânia |
|                     |                     | Súmula | Pequetito · Sebinha · Lema | Árbitro: Carlos Freitas         |

- Jogo sem efeito na tabela pela desistência do Atlético Goianiense.

| 28 de julho de 1940 | ECG | – | Operário |  |
|                     |     |   |          |  |

- Resultado não encontrado.

| 4 de agosto de 1940 | Campinas | –      | Atlético Goianiense | Campo da 24 de outubro, Goiânia |
|                     |          | Súmula |                     |                                 |

- Resultado não encontrado.
- Jogo sem efeito na tabela pela desistência do Atlético Goianiense.

| 11 de agosto de 1940 | ECG | – | Goiânia |  |
|                      |     |   |         |  |

- Resultado não encontrado. Goiânia venceu ou empatou.

| 18 de agosto de 1940 | Operário | W.O. – 0 | Atlético Goianiense |  |
|                      |          | Súmula   |                     |  |

- Jogo não realizado pela desistência do Atlético Goianiense.
- Jogo sem efeito na tabela pela desistência do Atlético Goianiense.

| 25 de agosto de 1940 | Campinas | –      | Goiânia | Campo da 24 de outubro, Goiânia |
|                      |          | Súmula |         |                                 |

- Resultado não encontrado. Goiânia venceu ou empatou.

| 1 de setembro de 1940 | Campinas | – | Operário |  |
|                       |          |   |          |  |

- Resultado não encontrado.

## Premiação
| Campeonato Goianiense Amador 1940 |
| --------------------------------- |
| Goiânia Campeão (1º título)       |